# 平山英嗣
平山英嗣，日本男性動畫師、人物設計師。Sunshine Corporation出身，現在是asread所屬。

## 作品列表

### 電視動畫
1991年
- 青澀花園（－1992年，原畫）

1992年
- 妙廚老爹（－1995年，作畫監督、原畫）
- 南國少年奇小邪（－1993年，作畫監督）

1993年
- 家有賤狗（－1994年，作畫監督[1]）

1995年
- 空想科學世界（原畫）
- 夢幻遊戲（－1996年，原畫）
- 愛天使傳說（－1996年，作畫監督）

1996年
- 烏龍派出所（－2004年，作畫監督、原畫）
- 爆走兄弟Let's & Go!!（原畫）
- 妖精狩獵者（作畫監督）
- 名偵探柯南（1996年－，原畫、動畫檢查）

1997年
- 劍風傳奇烙印戰士（－1998年，作畫監督、原畫）
- 爆走兄弟Let's & Go!! WGP（原畫）

1998年
- 爆走兄弟Let's & Go!! MAX（原畫）
- 發明小子（日语：発明BOYカニパン）（－1999年，原畫）
- 快傑蒸氣偵探團（－1999年，作畫監督、作畫）

2000年
- 咕嚕咕嚕魔法陣 心跳♡傳說（分鏡）
- 遊☆戲☆王 怪獸之決鬥（－2004年，分鏡、作畫監督、原畫）

2003年
- 瓶詰妖精（日语：瓶詰妖精）（OP作畫監督）
- D·N·ANGEL（作畫監督）
- 貯金大冒險（－2005年，分鏡）
- 圓盤皇女（原畫[2]）

2004年
- BURN-UP SCRAMBLE（作畫監督、原畫）

2005年
- SHUFFLE！（－2006年，人物設定、總作畫監督、作畫監督、OP作畫監督）
- SHUFFLE！MEMORIES（－2006年，人物設定、總作畫監督、作畫監督、OP作畫監督）

2007年
- 奔向地球（作畫監督）
- 殭屍借貸（作畫監督）

2008年
- 南家三姊妹 ～再來一碗～（作畫監督、原畫）
- 食靈 -零-（作畫監督）
- 遊☆戲☆王5D's（－2011年，原畫）

2009年
- 南家三姊妹 歡迎回家（作畫監督、作畫監督補佐、原畫）
- 加奈日記（作畫監督補佐）
- 戰鬥司書 The Book of Bantorra（原畫）
- DARKER THAN BLACK -流星之雙子-（原畫）

2010年
- 大小姐×執事！（作畫監督、原畫）

2011年
- 未來日記（－2012年，人物設定、總作畫監督、OP&ED總作畫監督、總作畫監督補佐、作畫監督、原畫）

2012年
- 宇宙戰艦大和號2199（－2013年，人物作畫監督）

2014年
- 當不成勇者的我，只好認真找工作了。（作畫監督）

2016年
- 至高指令（總作畫監督、作畫監督、原畫）

2017年
- BanG Dream！（作畫監督）
- 多美卡超級救援DRIVE HEAD機動救急警察（作畫監督）

2019年
- 平凡職業造就世界最強（作畫監督、原畫）

2021年
- 女神宿舍的管理員。（總作畫監督、作畫監督）

### OVA
1992年
- 超時空要塞II -LOVERS AGAIN-（原畫）

1996年
- BURN-UP W（原畫）

2009年
- 南家三姊妹 甜品別腹（原畫）

2012年
- 出包王女DARKNESS（－2013年，作畫監督補佐）

2013年
- 未來日記 REDIAL（人物設定、作畫監督、OP作畫監督&原畫、ED作畫監督）

### 遊戲
1998年
- 異域神兵（原畫）

2008年
- 心靈傳奇（OP原畫）

## 相關項目
- Sunshine Corporation（日语：サンシャインコーポレーション）
- asread
- 日本動畫師列表